# Nazionale maschile under 18 di pallacanestro di Cuba
La nazionale di pallacanestro cubana Under-18 è una selezione giovanile della nazionale cubana di pallacanestro, ed è rappresentata dai migliori giocatori di nazionalità cubana di età non superiore ai 18 anni.
Partecipa a tutte le manifestazioni internazionali giovanili di pallacanestro per nazioni gestite dalla FIBA.

## Partecipazioni

### FIBA Americas Under-18 Championship for Men
- 1990 - 6°
- 1998 - 7°